# Выстрел в пустоту
«Вы́стрел в пустоту́» (англ. Shot Caller) — американский фильм в жанре драматический триллер режиссёра Рика Романа Во про финансиста Джейкоба Харлона — калифорнийского брокера, который, в результате трагичного стечения обстоятельств, попадает в тюрьму, где вынужденно присоединяется к «Арийскому братству».
Фильм является заключительным в трилогии тюремных фильмов за авторством Рика Во после «Преступника» и «Стукача». Оригинальный сценарий разрабатывался Риком Во и продюсером Джонатаном Кингом на протяжении трёх лет, с 2012-го по 2015-й годы, съёмки прошли летом 2015 года, а премьера состоялась лишь в 2017-м. Из-за ограниченных кино-показов фильм собрал очень скромную кассу в 3,4 миллиона долларов, по сравнению с почти 10-миллионным бюджетом, став провальным с точки зрения сборов. По состоянию на 2023 год «Выстрел в пустоту» обладал рейтингом 70 % на сайте Rotten Tomatoes.

## Сюжет
Заключенный Джейкоб Харлон по прозвищу «Баблос» (англ. Money) пишет письмо своему сыну Джошуа с просьбой простить его за то, что стал плохим примером и не писал ему много лет. В письме Баблос просит сына быть защитником своей мамы и идти вперед, что бы он ни услышал о своём отце. Вскоре Баблос выходит из тюрьмы по условно-досрочному освобождению. Он должен организовать крупную сделку по продаже оружия мексиканским наркоторговцам. На воле его встречают бывший заключенный Фрэнк «Волына» (англ. Shotgun) и недавно демобилизовавшийся солдат Хауи, который незаконно переправил из Афганистана контейнер с советскими автоматами Калашникова и австрийскими пистолетами Glock. Харлон, сняв номер в мотеле, тут же нарушает условия УДО и отправляется на встречу с членами организованной преступной группировки «Арийское братство», проходящую на вечеринке. Дом, где проходит вечеринка, подвергается обстрелу, но Харлону удается уйти невредимым. Взяв машину Хауи, Харлон уезжает в мотель, по пути вспоминая как десять лет назад он, тогда успешный брокер из Пасадены, жил обычной жизнью с женой Кейт и сыном Джошуа. Но его жизнь резко поменялась, когда Харлон стал виновником автокатастрофы, в которой погиб его друг. Заключив сделку с прокурором, Джейкоб отправился в тюрьму в Чино на 16 месяцев, вместо грозивших ему семи лет. В первую же ночь в тюрьме он стал свидетелем группового изнасилования одного из вновь прибывших заключенных. Чтобы утвердить себя в тюрьме, на следующее утро Харлон ввязался в драку с чернокожим заключенным и вскоре получил приглашение вступить в «Арийскую нацию» от местного главаря этой банды — Баллона (англ. Bottles). Понимая, что отказ может ему стоить слишком дорого, Харлон согласился и начал выполнять поручения главаря: от переноса в собственном анусе наркотиков до убийства стукача. Участие Баблоса (кличка данная Джейкобу Баллоном) в тюремном бунте привело к тому, что Харлон спас от смерти главаря дружественной «Братству» тюремной группировки «Мексиканская мафия» Гомеса, но получил дополнительные 9 лет за убийство заключённого. Харлона перевели в тюрьму максимального уровня безопасности, где он, благодаря своим действиям в Чино, уму и решительности, завоевал доверие верховного главаря калифорнийской ячейки «Братства» Зверя (англ. Beast) и его «правой руки» — Палисандра (англ. Redwood). В этот же период Кейт подала на развод, и Харлон прервал какую-либо связь с семьей. После того как Палисандр отправился в камеру смертников за убийство охранника, Баблос стал доверенным помощником Зверя. Через коррумпированного охранника Робертса Зверь организовал Харлону УДО, чтобы Баблос провел сделку с мексиканцами, которых будет представлять уже вышедший на свободу и считающий себя должником Харлона Гомес. Харлон, надеясь вернуться к нормальной жизни, пытался отказаться, но Зверь пригрозил ему убийством жены и сына.
На свободе Харлон становится объектом слежки, так как полицейский детектив Катчер, офицер по контролю за освобождёнными по УДО лицами, знает от анонимного информатора, ради чего тот вышел. Харлону удается передать Кейт большую сумму «отмытых» денег. Попутно он встречается с повзрослевшим Джошем, но, зная, что за ним следят, резко обрывает общение, вызывая гнев сына. После этого Харлон вычисляет, что информатором Катчера стал Волына, на которого Катчер давил угрозами заключения в тюрьму любимой девушки Фрэнка. В день, когда должна произойти сделка с мексиканцами, Харлон ускользает от слежки и убивает Волыну, но, взяв его телефон, скидывает координаты места встречи Катчеру. По пути, Харлон, угрожая Хауи пистолетом, узнает, что Волына прикарманил половину партии оружия, вывезенного из Афганистана, и узнаёт место её хранения. Приказав Хауи забыть об оружии, Харлон выталкивает парня из машины на ходу. Благодаря наводке Баблоса, полиция срывает сделку, и Харлон получает пожизненный срок без права пересмотра приговора, отвергнув предложение Катчера «сдать» Зверя. В свою очередь, Зверь понимает, что именно Харлон сорвал сделку, и угрожает семье Джейкоба во время их встречи в прогулочном дворе, где заключенные содержатся в отдельных клетках. Харлон, пользуясь пронесенным в анусе лезвием безопасной бритвы, заталкивает Робертса в клетку и, выпустив Зверя, убивает его лезвием. Робертсу Харлон приказывает спасти его от смертного приговора за убийство Зверя в обмен на продолжение поступления взяток, которые он сам гарантирует, как новый главарь «Братства». Через некоторое время Харлон отправляет Катчеру координаты склада с оружием, изумляя детектива, который всё это время безуспешно пытался разгадать мотивы Харлона. Продолжив отбывать наказание, Харлон однажды получает письмо, в котором Джошуа говорит отцу, что простил его и всегда будет следовать его наставлениям из письма, полученного им ранее.

## В ролях
- Николай Костер-Вальдау — Джейкоб Харлон / Баблос
- Омари Хардвик — Катчер, офицер по контролю за условно-освобождёнными лицами
- Лэйк Белл — Кейт, жена Харлона
- Эмори Коэн — Хауи, помощник Баблоса
- Джон Бернтал — Фрэнк / Волына, член банды «Арийское братство» среднего уровня
- Джеффри Донован — Баллон, босс тюрьмы в Чино
- Бенджамин Брэтт — шериф Санчес, коллега Катчера
- Холт МакКэллани — Джерри Мэннинг / Зверь, босс «Арийского братства» в Калифорнии
- Ивен Джонс — Чоппер, рядовой член банды «Арийское братство»
- Кит Джардин — Потрошитель, сокамерник Харлона в тюрьме Коркоран
- Сара Минник — Дженни, девушка на вечеринке «Арийского Братства»
- Хуан Пабло Раба — Герман Гомес, главарь банды «Sureños»
- Крис Браунинг — Тоби Симмс / Палисандр, заместитель Зверя
- Мэтт Джеральд — Фил Коул, коллега Катчера
- Джесси Шрэм — Дженнифер, подруга четы Харлонов
- Майкл Лэндис — Стив

## Производство

### Сценарий

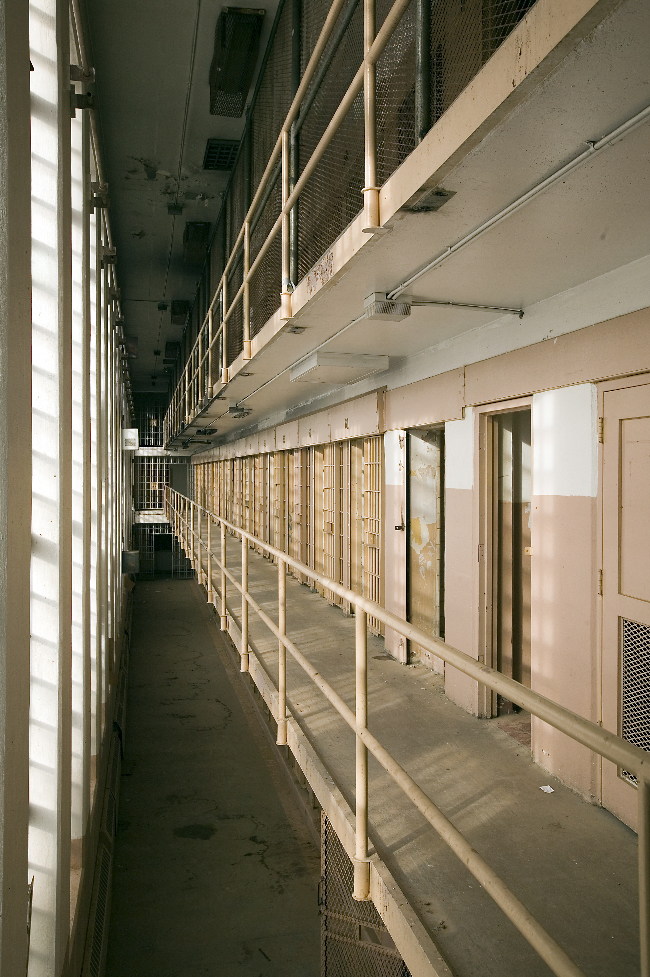
Блок закрытой тюрьмы Санта-Фе, где снимались некоторые сцены фильма.

После завершения фильма «Преступник» режиссёр Рик Во считал, что многие важные вопросы, связанный с тюрьмой, он не раскрыл. В частности, Во хотел показать, что произойдет с человеком, получившим длительный тюремный срок, и какую моральную цену ему придется заплатить за свои поступки. В отличие от сценаристов, основывающих фильм на чьей-то конкретной биографии, Во хотел, чтобы главный герой был выдуманным персонажем. При этом, по замыслу Во, персонаж был создан таким образом, чтобы зритель мог бы себя все время с ним соотносить. Здесь возникла определённая сложность с подбором исполнителя главной роли, так как нужен был актёр, убедительно выглядевший в роли «беловоротничкового» обывателя, но при этом способный показать шокирующую трансформацию своего персонажа. Из пробовавшихся на роль именно Николай Костер-Вальдау не только обладал необходимой фактурой, но и впечатлил режиссёра глубоким пониманием подтекста фильма и его посыла.
Ещё до съёмок «Преступника» Во стал работать в качестве волонтера с офицерами по УДО. Это позволило ему не только набраться фактического материала, побывать внутри тюрем, пообщаться с заключёнными и охранниками, но также увидеть уличную жизнь бывших и действующих преступников. Эти знания и связи пригодились и при создании «Выстрела в пустоту». Во время подготовительного периода, Во также дал Костеру-Вальдау возможность лично пообщаться с заключёнными, включая одного крупного криминального авторитета. В переводе с американского сленга «shot caller» — это криминальный авторитет, обладающий властью «принимать решения» (англ. to call the shots).

### Съёмки
Съёмки были осуществлены за 25 дней. Подобная скорость была обусловлена хорошей организацией рабочего процесса, тщательно проработанным сценарием и твердым управлением со стороны Рика Во. Нередко приходилось снимать в нескольких разных локациях за один день (всего было использовано около 40 локаций). Фильм частично снимался в Калифорнии, но подавляющее большинство сцен было отснято в штате Нью-Мексико, в городах Альбукерке и Санта Фе. Это было связано с более выгодными финансовыми и организационными условиями, которые предоставил штат Нью-Мексико. Одним из определяющих факторов стал доступ к тюрьмам, так как Во считал, что для придания фильму подлинности тюремные сцены необходимо снимать на натуре, но исправительные учреждения Калифорнии не выдавали нужных разрешений на съёмки по причине своей переполненности. В результате, работа распределилась следующим образом:
- Центр заключения округа Берналилло стал декорацией одновременно для окружной тюрьмы Лос-Анджелеса, внутреннего двора тюрьмы Коркоран и наружной части тюрьмы Чино.
- Западный центр заключений Альбукерке стал местом съёмок сцен в помещений для визитёров в окружной тюрьме Лос-Анджелеса, где Харлон общается со своим адвокатом, и в тюрьме Чино, где главный герой говорит с женой.
- Наибольшее время съёмочная группа провела в бывшей главной тюрьме Санта Фе, где Во уже снимал сцену бунта заключённых в фильме «Преступник», с тем лишь отличием, что в фильме 2008 года бунт проходил в тюрьме Сан-Квентин. Тюрьма в Санта Фе печально известна тем, что в 1980 году на её территории произошёл один из самых крупных и кровопролитных бунтов заключенных в истории США. В ходе этого бунта было убито более 33 человек и более 200 получили ранения. По словам Костера-Вальдау, «в этом месте ощущались призраки», а один из блоков был по-прежнему закрыт для посторонних. Вальдау считал, что хотя декорацию можно было построить в студии, подобная натура оказала немалый эффект на актёров во время съёмок, что сказалось на конечном результате. В качестве массовки выступало около 900 бывших заключённых и членов банд, которые, по словам Во, выкладывались по полной, стремясь сделать качественный фильм. При этом на площадке царила дружелюбная атмосфера. Например, в сцене бунта актёры яростно изображали смертельную драку, но после команды «стоп!», с улыбкой бросались помогать друг другу встать. Кроме непрофессионалов, в съёмках было задействовано 30 актёров родом из Нью-Мексико и 20 местных каскадёров.